# Juraj Papánek
Juraj Papánek (Kuklov, 1º aprile 1738 – Olasz, 11 aprile 1802) è stato uno storico e presbitero slovacco.

## Biografia
Nacque in una famiglia nobilitata nel XVII secolo per i meriti acquisiti nelle guerre contro i turchi.
Studiò nei licei di Mikulov e di Presburgo, l'odierna Bratislava. In seguito studiò filosofia a Buda, giurisprudenza ad Eger e teologia a Pécs. Nel 1763 fu ordinato presbitero e negli anni dal 1763 al 1767 fu viceparroco a Tolna e Bóly, dal 1767 al 1772 parroco a Zmajevac e successivamente parroco di Olasz fino alla morte.

## Attività
Grazie ai suoi numerosi scritti storici Papánek è ritenuto il primo storico slovacco. Fra tutti questi scritti è particolarmente importante l'Historia gentis Slavae, pubblicato nel 1780. È questa la prima trattazione completa della storia slovacca. Qui l'autore svolge la teoria secondo cui gli slovacchi sarebbero un popolo autoctono dei Carpazi e che i popoli slavi avessero assolutamente origine da questa regione. Di conseguenza la lingua slovacca sarebbe stata la lingua slava più vicina a quella originaria. Vedeva una continuità tra gli stati slovacchi a partire dal IX secolo e riteneva che gli slovacchi avessero cofondato il Regno d'Ungheria. Inoltre in punto cruciale della sua opera era la storia della Grande Moravia e la missione dei santi Cirillo e Metodio agli slavi.
Con questa opera storica Papánek contribuì al Risorgimento nazionale ed ebbe un ruolo non trascurabile nella formazione dello spirito nazionale slovacco. Certamente Papánek era lontano da un evidente patriottismo. Pensava a sé stesso come a uno slovacco per nascita, tedesco per educazione, ungherese per nobiltà e illirico per ministero.

### Opere principali
- Historia gentis Slavae - De regno regibusque Slavorum atque cum prisci civilis et ecclesiastici, tum huius aevi statu gentis Slavae, Fünfkirchen 1780
- Geographica descriptio comitatus Baranyensis, Fünfkirchen 1783
- Tropaea bellicosae victricis, intrepidae generosaeque Germaniae Martis cohortis, Fünfkirchen 1789